# Kvitretten
Kvitretten ist eine dem Jazz nahestehende A-cappella-Gruppe aus Norwegen, die sich dem improvisierenden und experimentellen Gesang verschrieben hat.

## Bandgeschichte
Das Vokalensemble wurde 1991 in der Besetzung Tone Åse, Anna Sundström, Kjersti Stubø, Hans Jørgen Støp und Eldbjørg Raknes gegründet. Alle Mitglieder haben eine gesangliche Ausbildung an einer norwegischen Hochschule durchlaufen. Die Kompositionen stammen zumeist entweder aus eigener Feder (Eldbjørg Raknes) oder von zeitgenössischen norwegischen Jazzkomponisten wie beispielsweise Jon Balke oder Christian Wallumrød. Seit 1994 tritt Kvitretten in Clubs und auf Festivals in ganz Skandinavien und Deutschland auf. Hinzu kommen verschiedene TV-Auftritte in Norwegen und Finnland. Nach dem Ausscheiden von Anna Sundström (1994) und Hans Jørgen Støp (1995) sowie dem Beitritt der neuen Sängerin Kristin Asbjørnsen (bekannt von der Jazz-Rock-Band Dadafon), die ebenfalls Kompositionen für das Gesangsquartett beisteuert, wird die 1996 veröffentlichte Debüt-CD Voices in Norwegen ein großer Erfolg. Nach der darauf folgenden Tournee verlässt auch Kjersti Stubø das Quartett und wird 1997 durch Solveig Slettahjell ersetzt. Nach der Veröffentlichung der CD Everything turns 1999 entsteht 2000 im Rahmen eines künstlerischen Projekts mit dem Musiker und Komponisten Christian Wallumrød sowie dem Dichter Torgeir Rebbolledo Pedersen die bisher letzte CD Kloden er en snurrebass som snurrer oss, die allerdings erst 2002 veröffentlicht wird.

## Diskografie
- Voices (1996)
- Everything turns (1999)
- Kloden er en snurrebass som snurrer oss (2002), Projekt mit dem norwegischen Komponisten Christian Wallumrød und dem Dichter Torgeir Rebbolledo Pedersen

## Auszeichnungen
- 1996: Spellemannprisen – Nominierung für das Album Voices